# G.I. Joe: Ответен удар
„G.I. Joe: Ответен удар“ (на английски: G.I. Joe: Retaliation) е американски филм от 2013 г. Продължение е на „G.I. Joe: Изгревът на Кобра“ от 2009 г.